# Élections législatives cambodgiennes de 2013
Les élections législatives cambodgiennes de 2013 se sont déroulées le 28 juillet.

## Contexte

### Principaux partis en lice
- Parti du peuple cambodgien : parti du Premier ministre Hun Sen, en place depuis 1985. Le CPP est le successeur du Parti révolutionnaire du peuple du Kampuchéa, parti-unique de l'ancienne République populaire du Kampuchéa. Ce parti dirige le gouvernement depuis 1998, toujours sous la direction d'Hun Sen. Lors des élections législatives de 2008, il a obtenu son meilleur résultat, avec plus de 58 % des suffrages exprimés et 90 sièges.

- Parti du sauvetage national du Cambodge : résulte de la fusion du Parti Sam Rainsy et du Parti des droits de l'homme, unifiant ainsi les deux principales composantes de l'opposition dans une seule formation politique. Il est présidé par Sam Rainsy, opposant historique au pouvoir d'Hun Sen. En 2008, le PSR avait obtenu 21,91 % des suffrages exprimés et 26 sièges, et le PDH 6,63 % et trois sièges, soit un total cumulé de 28,53 % et 29 élus.

### Situation politique
La pré-campagne, est émaillée par les soubresauts liés aux problèmes judiciaires de Sam Rainsy. Le principal opposant avait dû fuir le Cambodge après avoir arraché une borne provisoire posée préalablement par la commission de délimitation de la frontière vietnamo-cambodgienne dont il contestait la validité. Condamné à une lourde peine de prison, il bénéficiera, sous la pression de la communauté internationale, d’une amnistie qui lui permettra de revenir à Phnom Penh en juillet 2013. Toutefois, les listes électorales ayant été closes, il ne pourra pas se présenter personnellement.

## Campagne
La campagne pour sa part est marquée par les problèmes habituels d’inscriptions sur les listes électorales. L’opposition affirme qu’entre 1,2 et 1,3 million de personnes n’ont pas pu s’inscrire sur les listes alors que des migrants vietnamiens — accusé de soutenir Hun Sen — l’auraient été frauduleusement. Le Comité national des élections (CNE), chargé de superviser les élections, a conduit après coup une enquête interne et reconnu que 3 % des électeurs - soit un peu moins de 300 000 - avaient effectivement été retirés des listes par erreur, sans pour autant donner de précision sur les modalités de ces investigations.
D’autre part, d’après des organisations qui avaient conduit des sondages sur la validité des listes, 12 % des noms figurant sur leur échantillonnage s’avéraient inconnus aussi bien des occupants des domiciles déclarés que des chefs de villages. Ces suspicions d'inscriptions indues sont d'autant plus critiques qu'un problème est apparu, concernant l’encre indélébile censée empêcher qu’une personne puisse voter plusieurs fois. Il sera démontré qu’encore fraîche, il est possible de l’enlever avec du jus de citron vert ou de l’eau de javel.
Enfin, moins de deux mois avant les élections, le ministère de l’information décide d’interdire la rediffusion par les radios locales des émissions en Khmer des radios étrangères telles Radio Free Asia, Voice of America, Radio France internationale ou Radio Australie, souvent critiques envers le gouvernement, mais devant la pression de la communauté internationale, l’interdiction est levée à la fin juin.

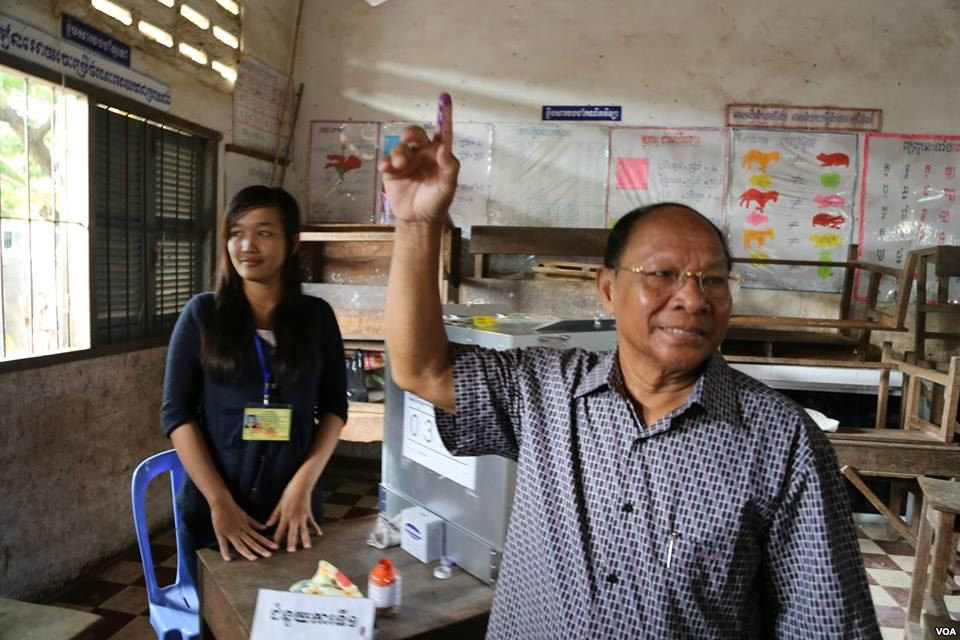
Heng Samrin, le président de l'Assemblée Nationale, vote à Kampong Cham.

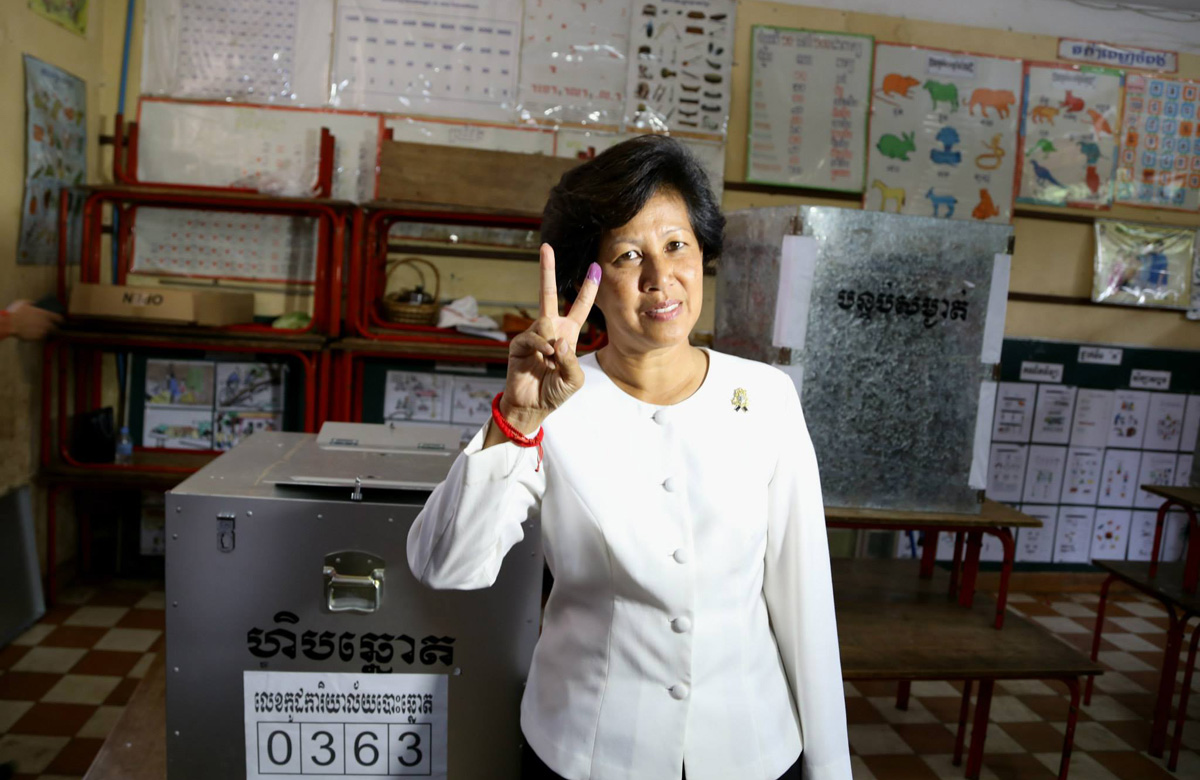
La princesse Norodom Arunrasmy, présidente du FUNCINPEC vote elle aussi à Kampong Cham.

## Résultats

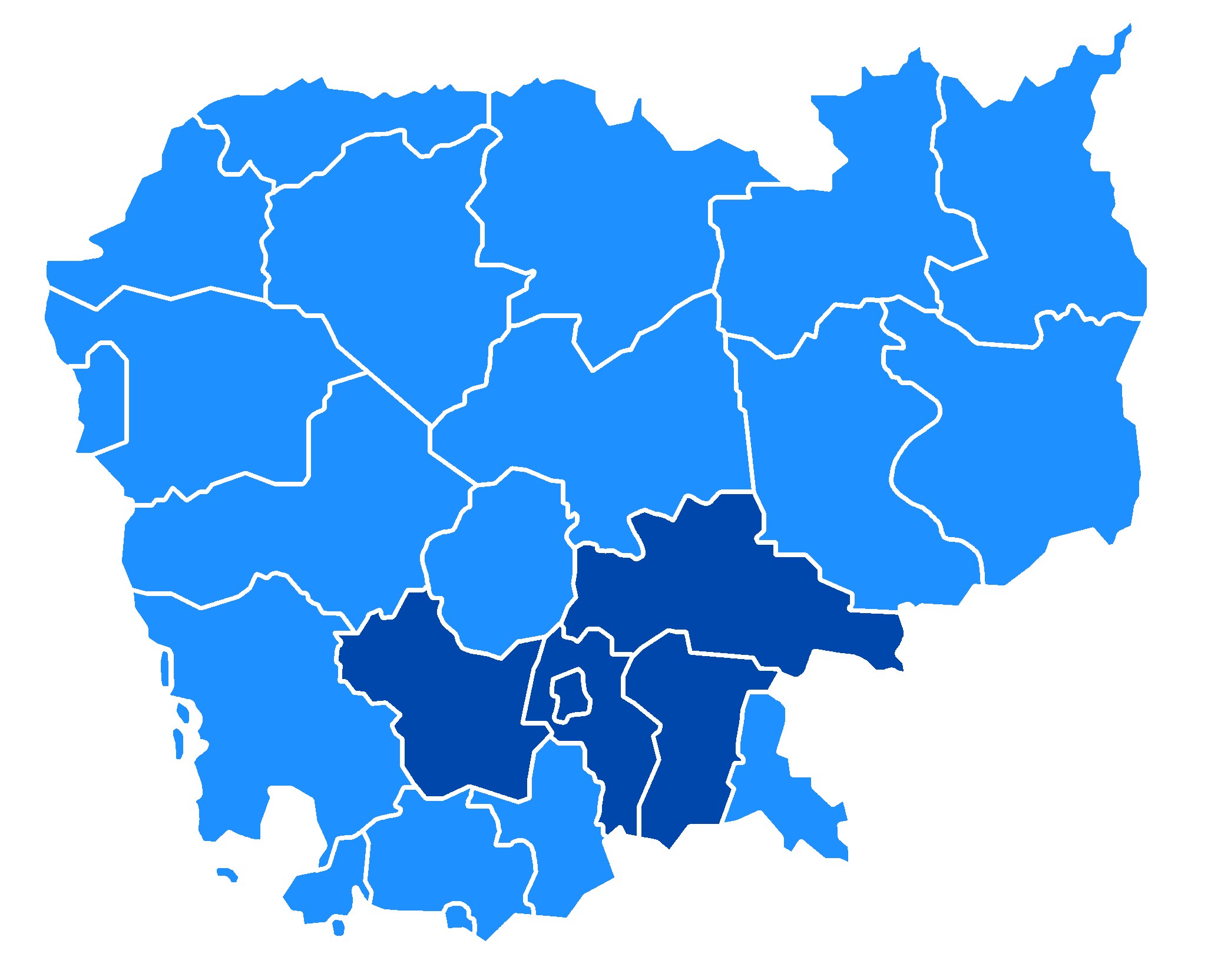
Parti majoritaire par province.
CPP
PSNC

|                          |                                         |           |       |        |               |  |  |  |  |
| Parti                    | Parti                                   | Votes     | %     | Sièges | +/–           |  |  |  |  |
|                          | Parti du peuple cambodgien              | 3 235 969 | 48,83 | 68     | 22            |  |  |  |  |
|                          | Parti du sauvetage national du Cambodge | 2 946 176 | 44,46 | 55     | 26            |  |  |  |  |
|                          | FUNCINPEC                               | 242 413   | 3,66  | 0      | 2             |  |  |  |  |
|                          | Ligue pour la démocratie                | 68 383    | 1,03  | 0      | en stagnation |  |  |  |  |
|                          | Parti Khmer anti-pauvreté               | 343 222   | 0,65  | 0      | en stagnation |  |  |  |  |
|                          | Parti nationaliste cambodgien           | 38 123    | 0,58  | 0      | Nv.           |  |  |  |  |
|                          | Parti républicain démocrate             | 33 715    | 0,51  | 0      | Nv.           |  |  |  |  |
|                          | Parti Khmer du développement économique | 19 152    | 0,29  | 0      | Nv.           |  |  |  |  |
|                          |                                         |           |       |        |               |  |  |  |  |
| Votes valides            | Votes valides                           | 6 627 159 | 98,39 |        |               |  |  |  |  |
| Votes blancs et nuls     | Votes blancs et nuls                    | 108 085   | 1,61  |        |               |  |  |  |  |
| Total                    | Total                                   | 6 735 244 | 100   | 123    | en stagnation |  |  |  |  |
| Abstentions              | Abstentions                             | 2 940 209 | 30,39 |        |               |  |  |  |  |
| Inscrits / participation | Inscrits / participation                | 9 675 453 | 69,61 |        |               |  |  |  |  |

## Analyse
9,67 millions de Cambodgiens sont appelés à déposer leurs bulletins dans un des 19 009 bureaux de vote. D’après Surya Subedi, rapporteur auprès du commissaire des Nations unies aux droits de l'homme, les élections se sont déroulées « de manière généralement pacifique ». Le point de vue est partagé par des organisations locales qui reconnaissent que la violence qui accompagne les élections a baissé par rapport aux scrutins précédents. Le FUNCINPEC poursuit sa chute et, avec moins de 4 % des voix, n’a aucun député dans la nouvelle assemblée. Le CPP récolte 49 % des voix et 68 des 123 sièges. S’il est loin de ses résultats de 2008, où il avait, il est vrai, bénéficié des dissensions au sein de son opposition, son score reste similaire à ceux de 1998 et 2003.
La surprise vient du score honorable du PSNC (45 % des voix, 55 sièges). Fait nouveau, le parti au pouvoir trouvait en face de lui une formation qui pouvait se targuer d’une représentativité équivalente (l’écart entre eux est de moins de 300 000 voix) et dont les élus avaient montré par le passé qu’ils n’étaient prêts à aucun compromis avec les dirigeants.

## Contestation des résultats

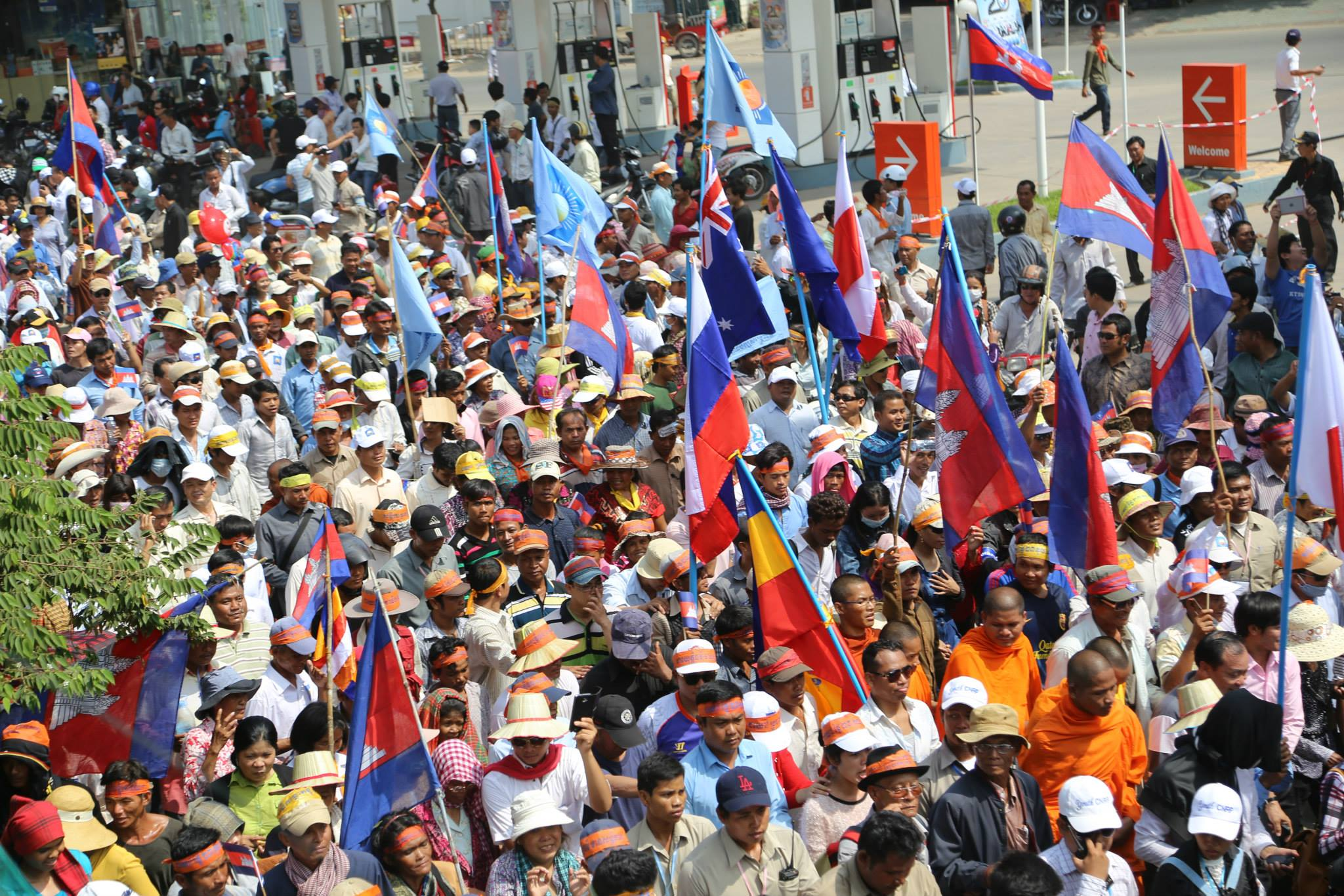
La contestation des résultats donnera lieu à une crise qui se prolongera près d’un an.

Comme de coutume, l’opposition conteste les résultats et fait part de nombreuses fraudes. Ces irrégularités sont confirmées par plusieurs groupes qui supervisaient le scrutin, mais qui reconnaissent ne pouvoir juger de leur ampleur vu la difficulté d’obtenir des chiffres officiels des autorités notamment sur le nombre d’inscrits par bureau, de votants, de bulletins invalidés…. Ces groupes ont toutefois reporté cinq cas à Phnom Penh, Prey Veng et Battambang où des personnes n’ont pas pu déposer leur bulletin dans l’urne car quelqu’un l’avait déjà fait en leur nom, un à Kampong Cham où un électeur était inscrit en double et avait découvert qu’un individu avait utilisé ce deuxième enregistrement pour voter, enfin à Pursat où un particulier avait rempli son devoir de citoyen sous un nom qui n’était pas le sien. En outre, l’étude de l’ensemble des résultats montrait, par rapport à ceux des élections municipales de 2012, une augmentation suspecte du nombre de votants dans nombre de cas. Ainsi, dans 1 274 des 19 009 bureaux de vote, l’expansion dépassait en un an les 50 %, sans que cette poussée puisse être corrélée avec une croissance démographique ou une migration massive.
Des réclamations sont déposées auprès du CNE qui veut bien étudier certains des griefs mais finalement les rejette au prétexte qu’aucun d’entre eux n’est de nature à bouleverser le résultat final. La décision est ensuite confirmée en appel. Le conseil constitutionnel n’avait en fait pris en compte qu’une faible partie des plaintes en appel. Ainsi à Siem Reap, alors que le PSNC demandait de vérifier le décompte de 200 bureaux, seuls 12 le seront. Néanmoins, sur 8 de ces derniers les scellés seront absents où arrachés. À Battambang, le décompte d’un parti politique n’avait pas été reporté dans les résultats officiels alors qu’il l’avait été dans le document remis aux différentes formations en lice. À Kandal, où il manquait 166 voix au PSNC pour gagner un siège supplémentaire, un bureau avait dû fermer prématurément à la suite d'actes de violence et alors que 200 inscrits n’avaient pas voté. Le PSNC  met en doute le fondement de ces refus et l’objectivité des organismes chargés d’instruire les plaintes. Si ce cheminement est en tout point identique à celui observé dans les élections précédentes, l’étroitesse de la victoire du CPP provoque cette fois ci une réaction plus vive qu’à l’accoutumée de la communauté internationale. Les représentants des États-Unis et de l’Union européenne appellent à reconsidérer le rejet des plaintes et à les faire traiter par un organisme indépendant. Fort de ce soutien, le PSNC demande à ses députés de refuser de siéger à l’Assemblée tant que leurs griefs n’auront pas été pris en compte et organise des manifestations à Phnom Penh où il était arrivé en tête des élections.
Au départ purement motivées par des raisons électorales, ces contestations vont avec le temps cristalliser tous les mécontentements envers le régime en place depuis une vingtaine d’années. À partir de décembre, elles deviennent quotidiennes et rassemblent plusieurs dizaines de milliers de personnes. Un point de non-retour semble franchi au début de l’année 2014, quand les forces de l’ordre tirent sur la foule, faisant plusieurs morts.
Un accord ne sera trouvé que le 22 juillet 2014, qui prévoit le partage des responsabilités à l’Assemblée nationale. Le poste de premier vice-président revient à un membre du PSNC qui de plus dirigera 5 des 10 commissions parlementaires, dont celle nouvellement créée de lutte contre la corruption. Enfin, Sam Rainsy, qui n’avait pu se présenter aux élections, est autorisé à récupérer le siège de Kuoy Bunroeun, un des députés de son parti, pour pouvoir siéger au parlement.